# Ramón José Velásquez
Ramón José Velásquez Mujica (n. 28 noiembrie 1916, San Juan de Colón, Táchira, Venezuela - d 24 iunie 2014, Caracas, Venezuela) a fost un avocat, jurnalist, istoric și om politic, președintele Venezuelei în perioada 5 iunie 1993 - 2 februarie 1994, ministrul comunicațiilor în perioada 1969–1971.